# Hydrophylle du Canada
Hydrophyllum canadense
Espèce
L'Hydrophylle du Canada, (Hydrophyllum canadense) est une espèce de plantes de la famille des Hydrophyllaceae.